# Ак-Чокрак (Черноморский район)
Ак-Чокра́к (укр. Ак-Чокрак, крымскотат. Aq Çoqraq, Акъ Чокъракъ) — исчезнувшее село в Черноморском районе Республики Крым (согласно административно-территориальному делению Украины — Автономной Республики Крым), располагавшееся на востоке района, на берегу северной части озера Донузлав, примерно в 1,5 километрах южнее современного села Красноярское.
Впервые в исторических документах селение встречается в Статистическом справочнике Таврической губернии. Ч.II-я. Статистический очерк, выпуск пятый Евпаторийский уезд, 1915 год, согласно которому в деревне Ак-Чокрак Донузлавской волости Евпаторийского уезда числилось 16 дворов с татарским населением (все дворы с землёй) в количестве 90 человек приписного населения и 25 — «постороннего», из которых 73 мужчины и 42 женщины. Жители владели 479 десятинами удобной земли. В хозяйствах имелось 63 лошади, 20 волов, 18 коров и 66 голов мелкого скота.
После установления в Крыму Советской власти, по постановлению Крымревкома от 8 января 1921 года № 206 «Об изменении административных границ» была упразднена волостная система и образован Евпаторийский уезд, в котором создан Ак-Мечетский район и село вошло в его состав, а в 1922 году уезды получили название округов. 11 октября 1923 года, согласно постановлению ВЦИК, в административное деление Крымской АССР были внесены изменения, в результате которых округа были отменены, Ак-Мечетский район упразднён и село вошло в состав Евпаторийского района. Согласно Списку населённых пунктов Крымской АССР по Всесоюзной переписи 17 декабря 1926 года, в селе Ак-Чокрак, Отешского сельсовета Евпаторийского района, числилось 15 дворов, все крестьянские, население составляло 72 человека, из них 67 татар и 5 украинцев. В последний раз в доступных источниках Ак-Чокрак встречается на двухкилометровке РККА 1942 года.